# Friedrich Rau
Friedrich Rau (* 1. März 1916 in Stuttgart; † 24. Dezember 2001 in Gaienhofen-Hemmenhofen) war ein deutscher Jurist und Politiker (SPD).

## Familie
Rau wurde als Sohn des Arztes Felix Rau geboren. Er war in zweiter Ehe verheiratet mit der Kunsthistorikerin Julia Rau-Gräfin von der Schulenburg.

## Leben und Beruf
Nach dem Abitur 1934 am humanistischen Karls-Gymnasium in Stuttgart begann er ein Studium der Rechtswissenschaft an den Universitäten in Lausanne, Tübingen und Freiburg im Breisgau, das er 1938 mit dem ersten und 1941 mit dem zweiten juristischen Staatsexamen beendete. Anschließend nahm er als Soldat der Luftwaffe am Zweiten Weltkrieg teil, unter anderem als Transportflieger in der Schlacht von Stalingrad.
1944 desertierte Rau und floh in die Schweiz. In Zürich vervollständigte er seine juristische Dissertationsarbeit über Die Rück- und Weiterverweisung im Lichte der neueren schweizerischen und deutschen Literatur, die später von der rechtswissenschaftlichen Fakultät der Albert-Ludwigs-Universität Freiburg anerkannt wurde, die ihn daraufhin im März 1946 zum Dr. jur. promovierte.
Carlo Schmid berief Rau im Juni 1946 zum Hochschulreferenten im Kultusministerium des Landes Württemberg-Hohenzollern. Er war in Tübingen tätig und wurde im Oktober 1946 zum Regierungsrat ernannt. Von 1952 bis 1959 war er Kurator der Johann Wolfgang Goethe-Universität in Frankfurt am Main. Zusammen mit dem Architekten Ferdinand Kramer entwickelte er den Gesamtplan für den Wiederaufbau der Universität. Von 1960 bis 1965 war er als Senatsdirektor der Senatsverwaltung für Volksbildung in Berlin tätig. In dieser Funktion war er unter der Bildungssenatoren Joachim Tiburtius (1960–63) und Carl-Heinz Evers (1963–65) tätig.
Außerdem leistete er Mitarbeit im Deutschen Wissenschaftsrat, war von 1961 bis 1965 Mitglied des ZDF-Fernsehrates und von 1964 bis 1967 Vorstandsvorsitzender der Geschwister-Scholl-Stiftung in Ulm, welche Trägerin der Hochschule für Gestaltung in Ulm gewesen ist. Seit 1965 praktizierte er als Rechtsanwalt.
In der 5. Wahlperiode (1965–1969) gehörte Rau mit einem Mandat der SPD-Landesliste Baden-Württemberg dem Bundestag an. Er war bis April 1968 ordentliches, danach stellvertretendes Mitglied im Haushaltsausschuss. Außerdem gehörte er als stellvertretendes Mitglied dem Ausschuss für Wissenschaft, Kulturpolitik und Publizistik an.
Von 1982 bis 1983 war Rau als SPD-Mitglied Ratsmitglied der sozialliberalen Koalition im Gemeinderat Gaienhofen.

## Ehrungen
- Bundesverdienstkreuz I. Klasse

## Sonstiges
Rau wurde im WS 1934/35 Mitglied der Studentenverbindung Société d’Étudiants Germania Lausanne und im SS 1935 der Tübinger Studentenverbindung Corps Franconia. Während er von dieser schon im Herbst 1935 aufgrund der NS-Ariergesetze wieder ausgeschlossen wurde, konnte ihm die Germania in Lausanne die Treue halten, was Rau später ausdrücklich anerkannte. Jedoch bat er dort als Alter Herr Ende 1958 um die Gestattung des Austritts, der ihm im Juni 1959 gewährt wurde.